# Buathra albimandibularis
Buathra albimandibularis là một loài tò vò trong họ Ichneumonidae.